# Xã Springbank, Quận Dixon, Nebraska
Xã Springbank (tiếng Anh: Springbank Township) là một xã thuộc quận Dixon, tiểu bang Nebraska, Hoa Kỳ. Năm 2010, dân số của xã này là 570 người.